# Dammtjärnen (Dalby socken, Värmland)
Dammtjärnen är en sjö i Torsby kommun i Värmland och ingår i Göta älvs huvudavrinningsområde.